# Ishana Night Shyamalan
Ishana Night Shyamalan (Philadelphia, 1999 of 2000) is een Amerikaans filmregisseur en scenarioschrijver.

## Biografie
Shyamalan werd in 1999 of 2000 geboren in Philadelphia (Pennsylvania). Ze is de middelste van drie dochters van filmmaker M. Night Shyamalan. Zij en haar zussen groeiden op met het kijken naar horrorfilms. Shyamalan studeerde net als haar vader af aan de Tisch School of the Arts van de Universiteit van New York.
Ishana werkt regelmatig samen met haar oudere zus, R&B singer-songwriter Saleka en regisseerde het merendeel van haar muziekvideo's.
Shyamalan regisseerde en schreef verschillende afleveringen van de horrortelevisieserie Servant, waarvoor haar vader de "showrunner" was. Shyamalan was ook second unit director van haar vaders film Old (2021). Ze maakte haar filmregiedebuut met de horrorfilm The Watchers uit 2024, geproduceerd door haar vader, M. Night Shyamalan.

## Filmografie

### Films
- 2024: The Watchers (regisseur)
- 2021: Old (second unit director)

### Televisie
- 2021–2023: Servant (schrijver - 10 afleveringen; regisseur - 6 afleveringen)